# Laena alesi
Laena alesi (лат.) — вид жуков-чернотелок рода Laena из подсемейства мохнатки (Lagriinae, Tenebrionidae). Эндемик Китая. Вид назван в честь колеоптеролога Dr. Aleš Smetana (Оттава).

## Распространение
Китай: провинция Юньнань (3000—3050 м).

## Описание
Мелкие бескрылые жуки-чернотелки, длина тела от 6,2 до 6,5 мм. Отличается редкой, но крупной пунктировкой переднеспинки (у близкого вида Laena nyingchica она плотная и мелкая). Пронотум плоский и субквадратный. Обитают в наземном лесном ярусе. Вид был впервые описан в 2008 году немецким колеоптерологом Вольфгангом Шваллером (Dr. Wolfgang Schawaller; Staatliches Museum für Naturkunde, Штутгарт, Германия).